# Lyžařský vlek

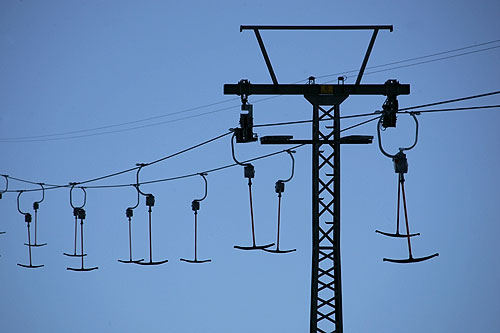
Lyžařský vlek typu „kotva“

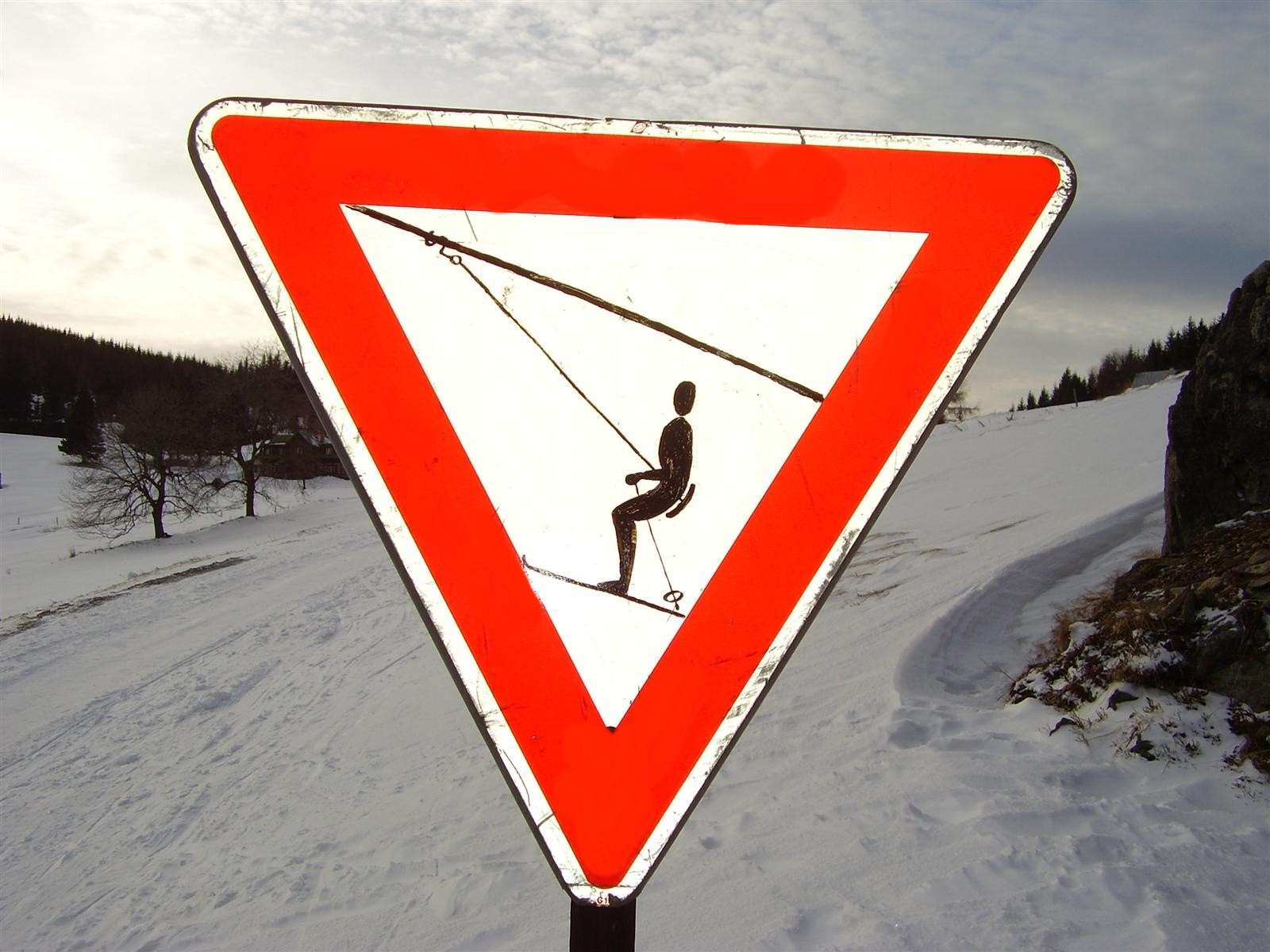
Značka upozorňující na vlek

Lyžařský vlek je pevné dopravní zařízení z kategorie zdvihadel, principiálně je podobné sedačkové lanovce. Je však určeno k vlečení lyžařů na lyžích, snowboardistů či skibobistů přímo po zasněženém povrchu. Na vlek zpravidla navazuje jedna či více lyžařských tratí, respektive sjezdovek.
Zatímco v alpských zemích se téměř na každém kopci nachází lanovka (vleky jsou používány spíše na nejméně náročných a krátkých úsecích určených zejména pro méně zkušené lyžaře), v České republice je (kvůli délce sjezdovek) zatím nejčastěji používaným prostředkem dvojmístná kotva.
V rámci efektivního využití investic jsou některé lyžařské vleky používány mimo zimní sezónu k terénní cyklistice. Takové využití je však spíše ojedinělé. Jako cyklistický vlek slouží v létě od r. 2007 lyžařský vlek v Rokytnici nad Jizerou. Cyklistický vlek je také v areálu Peklák v České Třebové.
Na rozdíl od lanových drah není lyžařský vlek dráhou ve smyslu Zákona o drahách (266/1994 Sb.). Podle znění novelizovaného zákonem č. 191/2006 Sb. je však s účinností od 11. června 2006 takzvaným „určeným technickým zařízením“ dráhy, podobně jako například eskalátor. K provozu musí mít „průkaz způsobilosti určeného technického zařízení“ vydaný Drážním úřadem (§ 47 dráž. zák.). Průkaz způsobilosti zaručuje, že vlek podléhá pravidelným odborným revizím, prohlídkám a zkouškám podle vyhlášky č. 100/1995 Sb. (Řád určených technických zařízení) a má způsobilou obsluhu i provozovatele. Přechodná ustanovení umožňovala provozování bez průkazu způsobilosti UTZ u již dříve provozovaných vleků, pokud žádost o průkaz způsobilosti byla podána do října 2007, a do června 2007 bylo přechodně povoleno provozování i podnikatelům, kteří k tomu byli oprávnění před účinností novely zákona. Prezident Václav Klaus návrh této zpřísňující novely zákona vetoval mimo jiné s odůvodněním, že není žádoucí větší regulace, jeho veto však bylo přehlasováno.

## Typy lyžařských vleků
- talířový teleskopický (navijákový či pružinový) (známý pod názvem poma);
- bubínkový (navijákový) s unašečem pro dvě osoby (známý pod názvem kotva);
- bubínkový (navijákový) s unašečem pro jednu osobu (známý pod názvem elko, jednokotva);
- kotvičkový (též známý pod názvem zvratkový) se snímací kotvičkou, kterou posílají lyžaři klouzavým samospádem po zvláštním laně; jde o lano obíhající dokola, na které se kotva zaklesne, v cílové stanici se uvolní.

## Bezpečnostní zásady
Obvykle jsou na vlecích stanoveny tyto bezpečnostní zásady (viz např.):
- začátečníci mají být pod dozorem zkušeného vlekaře;
- lyžařské hole má lyžař držet v jedné ruce, aby se druhou rukou mohl držet závěsu;
- nastupuje se a vystupuje jen na určených místech, závěs se pouští zvolna a opatrně;
- nesmí se vybočovat z vyjeté stopy, slalomovat, houpat se na závěsu;
- po pádu se lyžař musí pustit závěsu a opustit dráhu, nesmí být tažen vleže;
- u některých vleků jsou po zastavení vleku lyžaři povinni opustit dráhu a je zakázáno spouštět vlek se zavěšenými lyžaři; tato omezení však na některých vlecích neplatí nebo nejsou důsledně dodržována;
- jízda na snowboardu je možná jen se souhlasem vlekaře a jen na některých vlecích;
- na některých vlecích je zakázána, na jiných povolena spolujízda dospělého (rodiče) s tlačeným malým dítětem;
- zvláštní bezpečnostní pravidla vzhledem ke specifickým rizikům platí u vleků se snímacími kotvami.

Toto[ujasnit] již u vleků neplatí. Je nařízeno mít vlek s plynulým rozjezdem i při plném obsazení.